# Fehérkői borvízforrás (Kászonfeltíz)
A fehérkői borvízforrás Kászonfeltíz északi határában, a Fehérkő patak mentén, a településtől 4 km-re található.

## Leírás
A Fehérkői borvíztelepen két jelentősebb borvízforrás volt, a fehérkői Szent István forrás és a tőle nem messze feltörő Büdősszéki szejke.
A kászonaltízi közösség tulajdonába tartozó fehérkői borvízforrás Vitos Mózes szerint percenként egy liter vizet adott. 1890-ben dr. Lengyel Béla budapesti egyetemi tanár vegyelemezte a forrás vizét, melyet 19. század vége felé előbb Szent István-forrás, majd 1940-től „Székely borvíz” néven kezdtek el dugaszolni és értékesíteni. Korabeli írások szerint több bérlője is volt a fehérkői borvíznek, a magyar világban a kézdivásárhelyi Baróthy Anna szerepel, mint forráskezelő. Az államosítás után, 1948-ban felszámolták a borvíztelepet, az épületeket lebontották. A helyiek 1977-ben felújították a forrást és napjainkban is használják.

## Gyógyhatása
A fehérkői forrás vízét ivókúrában alkalmazták: vérszegénység, általános gyengeségben szenvedők, érelmeszesedés, húgyhólyag betegségeinek kezelésére.

## Jellegzetessége
Nátrium-kalcium-hidrogén-karbonát típusú ásványvíz.